# محلل النبضات العالية
محلل النبضات العالية (بالإنجليزية: Pulse height analyzer)‏ هو جهاز مخبري يستخدم في المواد النووية وفي بحوث فيزياء الجسيمات الأولية ، حيث يتصف عمل هذا الجهاز بكشفه عن نبضات إلكترونية لارتفاعات مختلفة في أجهزة الكشف عن الجسيمات .